# Arcuș
Arcuș es una comuna ubicada en el distrito de Covasna, Rumania.

## Superficie
Posee una superficie de 36,0 kilómetros cuadrados.

## Demografía
Hasta 2021 la población era de 1722 habitantes, con una densidad de población de 47,83 habitantes por kilómetro cuadrado.